# إعادة المعالجة النووية

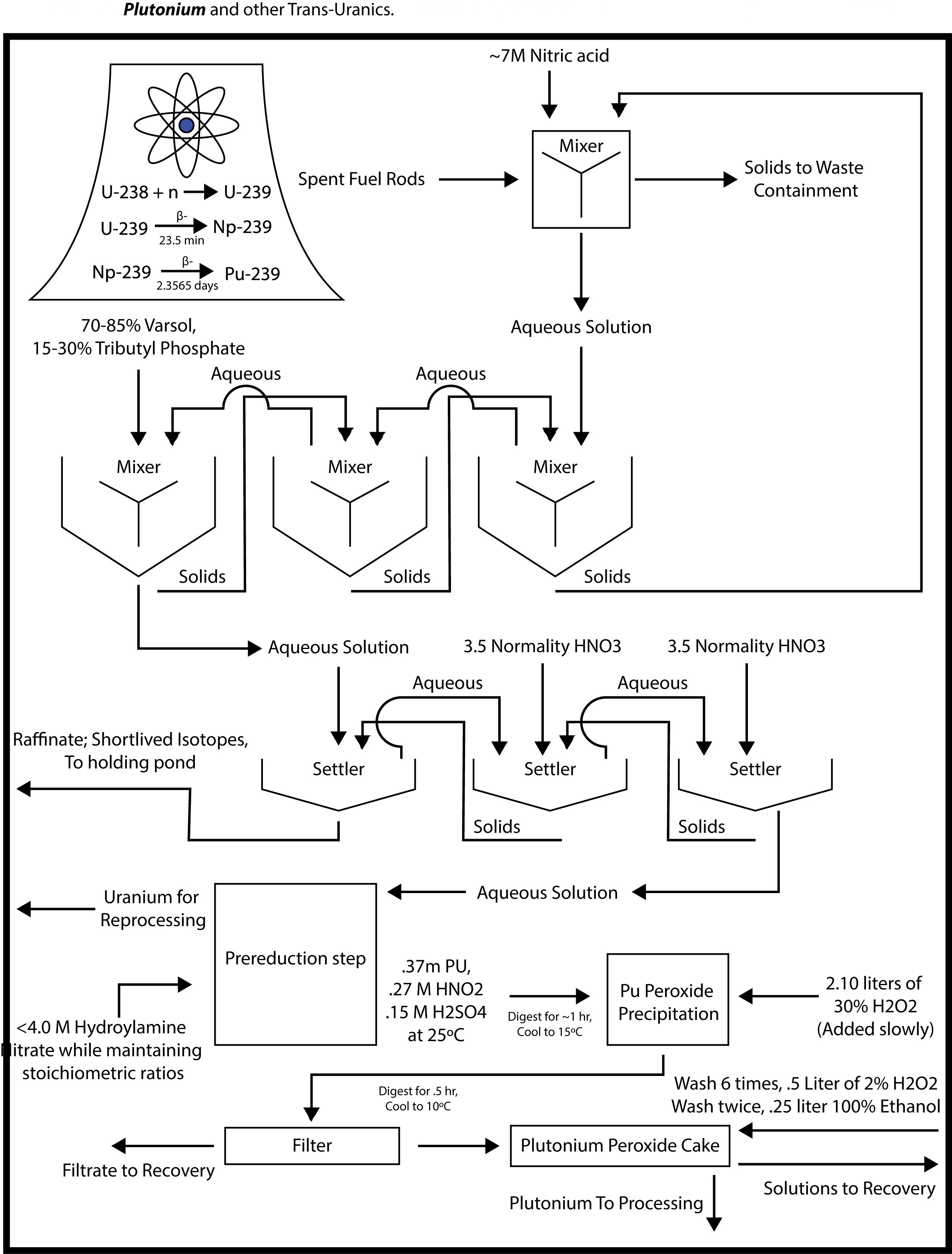
معالجة البلوتونيوم

إعادة المعالجة النووية تم تطوير تقنية إعادة المعالجة النووية لفصل البلوتونيوم واستعادته كيميائيا من الوقود النووي المستهلك.

## نبذة
كانت إعادة المعالجة تستخدم فقط لاستخراج البلوتونيوم لإنتاج أسلحة نووية ومع تسويق الطاقة النووية تمت إعادة تدوير البلوتونيوم المعاد معالجته إلى وقود نووي للمفاعلات الحرارية ويمكن من حيث المبدأ إعادة استخدام اليورانيوم المعاد معالجته والذي يعرف أيضا باسم مادة الوقود المستهلك كوقود الا ان هذا الأمر اقتصادي فقط عندما يكون عرض اليورانيوم منخفض كشراء والأسعار مرتفعة.

## الأهمية
لا يقتصر استخدام مفاعل التوليد البلوتونيوم المعاد تدويره واليورانيوم بل يمكن أن يتم استخدام جميع الأكتينيدات ويحتمل أن يضاعف الطاقة المستخرجة من اليورانيوم الطبيعي بنحو 60 مرة.
كانت إعادة المعالجة مثيرة للجدل من الناحية السياسية بسبب إمكانية المساهمة في الانتشار النووي والتعرض المحتمل للإرهاب النووي والتحديات السياسية المتمثلة في تحديد مواقع المستودعات (تخزين الوقود النووي المستهلك) والمخاطر البيئية والعضوية والنفايات وايضا بسبب تكلفتها المرتفعة مقارنة بدورة الوقود مرة واحدة.

## تقنيات الفصل

### PUREX
استخلاص اختزالي لليورانيوم والبلوتونيوم (PUREX)، وهي الطريقة المعيارية المتبعة حاليًّأ، اختصار للكلمات استعادة البلوتونيوم واليورانيوم بالاستخلاص. عملية البيوركس هي طريقة استخلاص سائل-سائل تستخدم لإعادة معالجة الوقود النووي المستخدم بهدف استخلاص اليورانيوم والبلوتونيوم، كلًّا بشكل مستقل عن الآخر، من نواتج الانشطار. هذه هي الطريقة الأكثر تطورًا واستخدامًا في الصناعة حاليًّا.
عند استخدامها على وقود المفاعلات التجارية للطاقة النووية يحتوي البلوتونيوم المستخلص عادةً كمية كبيرة من النظير Pu-240 بحيث لا يمكن اعتباره بلوتونيوم «مخصص لصنع الأسلحة» الذي يكون مثاليًّا للاستخدام في سلاح نووي. ولكن رغم ذلك يمكن صنع أسلحة نووية مرتفعة الوثوقية عند كل درجات التقدم التكنولوجي باستخدام بلوتونيوم المفاعلات. بل ويمكن استخدام المفاعلات القادرة على إعادة التزود بالوقود بتكرارية عالية في إنتاج بلوتونيوم مخصص لصنع الأسلحة، والذي يمكن فيما بعد استعادته باستخدام تقنية بيوركس. بسبب ذلك تجري مراقبة المواد الكيميائية المستخدمة في بيوركس.

#### تعديلات بيوركس

##### يوركس
يمكن تعديل عملية بيوركس لتصبح يوركس (بالإنجليزية: UREX) اختصارًا لعملية (استخلاص اليورانيوم) التي يمكن استخدامها لتوفير المساحة داخل مواقع عالية المستوى للتخلص من النفايات النووية، كمستودع جبل يوكا للنفايات النووية، بإزالة اليورانيوم الذي يشكل الأغلبية الكبرى من كتلة وحجم الوقود المستعمل وإعادة تدويره كيورانيوم معاد معالجته.
عملية استخلاص اليورانيوم (يوركس) هي عملية بيوركس معدلة لمنع استخلاص البلوتونيوم. يمكن فعل هذا بإضافة مُرجع
قبل أول خطوة استخلاص معدني. في عملية اليوركس يُفصل نحو 99.9% من اليورانيوم وأكثر من 95% من التكنيشيوم عن بعضهما وعن نواتج الانشطار الأخرى والأكتينيدات. المهم هو إضافة حمض أسيتوهيدروكسامي (AHA) إلى جزئي الاستخلاص والحت من العملية. تخفض إضافة حمض الأسيتوهيدروكساميك قابلية البلوتونيوم والنيبتونيوم للاستخلاص، موفرةً مقاومة للانتشار أكبر إلى حد ما من مقاومة الانتشار في مرحلة استخلاص البلوتونيوم من عملية البيوركس.

##### ترويكس
بإضافة وسيط استخلاص ثانٍ، أوكتيل (فينيل)-النتروجين، أكسيد ن-ديبوتيل كاربامويل ميثيل الفوسفين (CMPO) مع فوسفات ثلاثي البوتيل (TBP)، يمكن تحويل عملية البيوركس إلى ترويكس (بالإنجليزية: TRUEX) اختصارًا لعملية (استخلاص العناصر الأعلى من اليورانيوم). اخترعت ترويكس في الولايات المتحدة الأمريكية من قبل مختبر أرغون الوطني وهي مصممة لإزالة المعادن الأعلى من اليورانيوم (Am/Cm) من النفايات النووية. الفكرة أنه بتخفيض نشاط أشعة ألفا في النفايات، يمكن التخلص من معظم النفايات بسهولة أكبر. كما في عملية البيوركس فإن هذه العملية تعمل بآلية تذاوب.

##### ديامكس
كبديل لعملية الترويكس، اقتُرحت عملية تستخدم مالوندياميدًا. تمتلك عملية الديامكس (بالإنجليزية: DIAMEX) اختصارًا لعملية (استخلاص الدياميد) ميزة تجنب تشكل نفايات عضوية تحتوي عناصر غير الكربون والهيدروجين والنتروجين والأكسيجين. يمكن حرق هذه النفايات العضوية دون تشكيل غازات حمضية يمكنها أن تساهم في هطول أمطار حمضية (مع أن الغازات الحمضية يمكن استرجاعها عن طريق جهاز تطهير غاز). يجري العمل على عملية ديامكس في أوروبا من قبل هيئة الطاقة الذرية الفرنسية. العملية ناضجة بما يكفي لبناء محطة صناعية باستخدام العلم المتوافر حاليًّا عن العملية. كما في عملية البيوركس فإن هذه العملية تعمل بآلية تذاوب.

##### سانكس
سانكس (بالإنجليزية: SANEX) اختصار لعملية (استخلاص الأكتينيد الانتقائي). اقتُرح كجزء من إدارة الأكتينيدات الثانوية إزالة اللانثانيدات والأكتينيدات الثانوية ثلاثية التكافؤ من النواتج المصفاة للبيوركس عن طريق عملية كالديامكس أو الترويكس. يجب إزالة اللانثانيدات بهدف السماح للأكتينيدات كالأمريكيوم إما أن يعاد استعمالها في مصادر صناعية أو أن تُستعمل كوقود. للانثانيدات مقاطع عرضية كبيرة للنيوترونات وهي بالتالي قد تسمم تفاعلًا نوويًّا مقادًا بالنيوترونات. لم يعرف حتى هذه اللحظة نظام الاستخلاص لعملية السانكس، ولكن العديد من مجموعات البحث تعمل حاليًّا لإيجاد عملية مناسبة. على سبيل المثال فإن هيئة الطاقة الذرية الفرنسية تعمل على عملية أساسها بيس-تريانزينيل بيدرين (BTP). يعمل آخرون على أنظمة أخرى مثل أحماض ديثيوفوسفينية.

##### يونكس
طُورت عملية الاستخلاص الشامل يونكس (بالإنجليزية: UNEX) في روسيا وجمهوري التشيك؛ هي مصممة لإزالة أكثر النظائر الإشعاعية إحداثًا للمشاكل بشكل كلي (Sr وCs والأكتينيدات الثانوية) من البواقي المصفاة بعد استخلاص اليورانيوم والبلوتونيوم من الوقود النووي المستعمل. الكيمياء مبنية على تفاعل السيزيوم والسترونتيوم مع بولي إيثلين غليكول وشاردة سالبة من كاربوران الكوبالت (يُعرف باسم ديكاربوليد الكوبالت المكلور). تستخلص الأكتينيدات بواسطة CMPO، ويخفف التركيز في مركب عطري قطبي كالنتروبنزين. اقتُرح أيضًا استخدام مخففات أخرى مثل ميتانتروبنزوتريفلوريد وسلفون الفينيل تريفلوروميثيل.

#### طرق كهروكيميائية
أُبلغ عن طريقة غريبة باستخدام الكهروكيمياء والتبادل الشاردي في كربونات الأمونيوم.

#### طرق قديمة لاغية

##### فوسفات البزموت
عملية فوسفات البزموت عملية بطل استخدامها تضيف عددًا معتدًّا به من المواد غير الضرورية إلى النفايات النشطة إشعاعيًّا الناتجة في النهاية. صارت طرق استخلاص المذيبات تستخدم بدل عملية فوسفات البزموت. كانت طريقة فوسفات البزموت مصممة لاستخلاص البلوتونيوم من قضبان الوقود النووي المغطاة بالألمنيوم، والتي تحتوي اليورانيوم. كانت تجري إزالة تغطية الوقود بغليه في الصودا الكاوية. بعد ذلك كان يُحل معدن اليورانيوم في حمض النتريك.
يكون البلوتونيوم في هذه المرحلة في حالة الأكسدة +4. كان يجري ترسيبه بعدها من المحلول بإضافة نترات البزموت وحمض الفوسفور لتشكيل فوسفات البزموت. كان يرسب البلوتونيوم ترسيبًا متشاركًا بهذا. السائل الرائق (الذي يحوي العديد من نواتج الانشطار) كان يُفصل عن الراسب الصلب. عندها كان يُذاب الراسب في حمض النتريك قبل إضافة مؤكسد (كبرمنغنات البوتاسيوم) لإنتاج PuO22+ . كان يحافظ على البلوتونيوم في حالة الأكسدة +6 عن طريق إضافة ملح ديكروماتي.
بعد ذلك كان يعاد ترسيب فوسفات البزموت، لترك البلوتونيوم وحده في المحلول، ويضاف ملح الحديد الثنائي (ككبريتات الحديد الثنائي). عندها كان يجري من جديد إعادة ترسيب البلوتونيوم باستخدام حامل فوسفات البزموت وإضافة مزيج من أملاح اللانثانوم والفلوريد، لتشكيل حامل فلوريد لانثانوم صلب للبلوتونيوم. إضافة عنصر قلوي تنتج أكسيدًا. أكسيد اللانثانوم والبلوتونيوم المشترك كان يُجمع ويُستخلص بحمض النتريك لتشكيل نترات البلوتونيوم.

##### الهيكسون أو الريدوكس
هذه عملية استخلاص سائل-سائل تستخدم الميثيل إيزوبوتيل كيتون كمستخلص. يجري الاستخلاص بآلية تذاوب. من مساوئ هذه العملية الحاجة إلى استخدام كاشف فصل بالملح (نترات الألمنيوم) لزيادة تركيز النترات في الأساس المائي للحصول على معدل توزع معقول. كذلك يخفض الهيكسون بحمض النتريك المركز. استبدلت عملية البيوريكس بهذه العملية.
Pu4+ + 4 NO3− + 2 S → [Pu(NO3)4S2]

##### بوتكس، β,β' إيثر الديوتيوكسيديثيل
عملية مبنية على عملية استخلاص بالتذاوب تستخدم الإيثر الثلاثي المسمى أعلاه كمستخلص. من مساوئ هذه العملية الحاجة إلى استخدام كاشف فصل بالملح (نترات الألمنيوم) لزيادة تركيز النترات في الأساس المائي للحصول على معدل توزع معقول. كانت هذه العملية تستخدم في ويندسكيل قبل العديد من السنوات. استبدلت عملية البيوريكس بهذه العملية.

### المعالجة الحارقة
المعالجة الحارقة مصطلح عام للطرق التي تستخدم درجات حرارة عالية. المذيبات هي الأملاح المنصهرة (مثل LiCl + KCl أو LiF + CaF2) والمعادن المنصهرة (مثل الكادميوم والبزموت والمغنيزيوم) بدل الماء والمركبات العضوية. الخطوات المشتركة بين عمليات المعالجة الحارقة هي الترشيح الكهربائي والتقطير والاستخلاص من نوع مذيب-مذيب.
لا تستخدم هذه العمليات حاليًّا بشكل شائع في العالم، ولكن التجارب الأولية لها كانت تجري في مختبر أرغون الوطني بالإضافة إلى أبحاث حالية تجري في معهد الأبحاث المركزي لصناعة الطاقة الكهربائية في اليابان، ومعهد الأبحاث النووية في ريز في جمهورية التشيك، ومركز إنديرا غاندي للأبحاث الذرية في الهند ومعهد كوريا لأبحاث الطاقة الذرية في كوريا الجنوبية.